# Cultura occidental

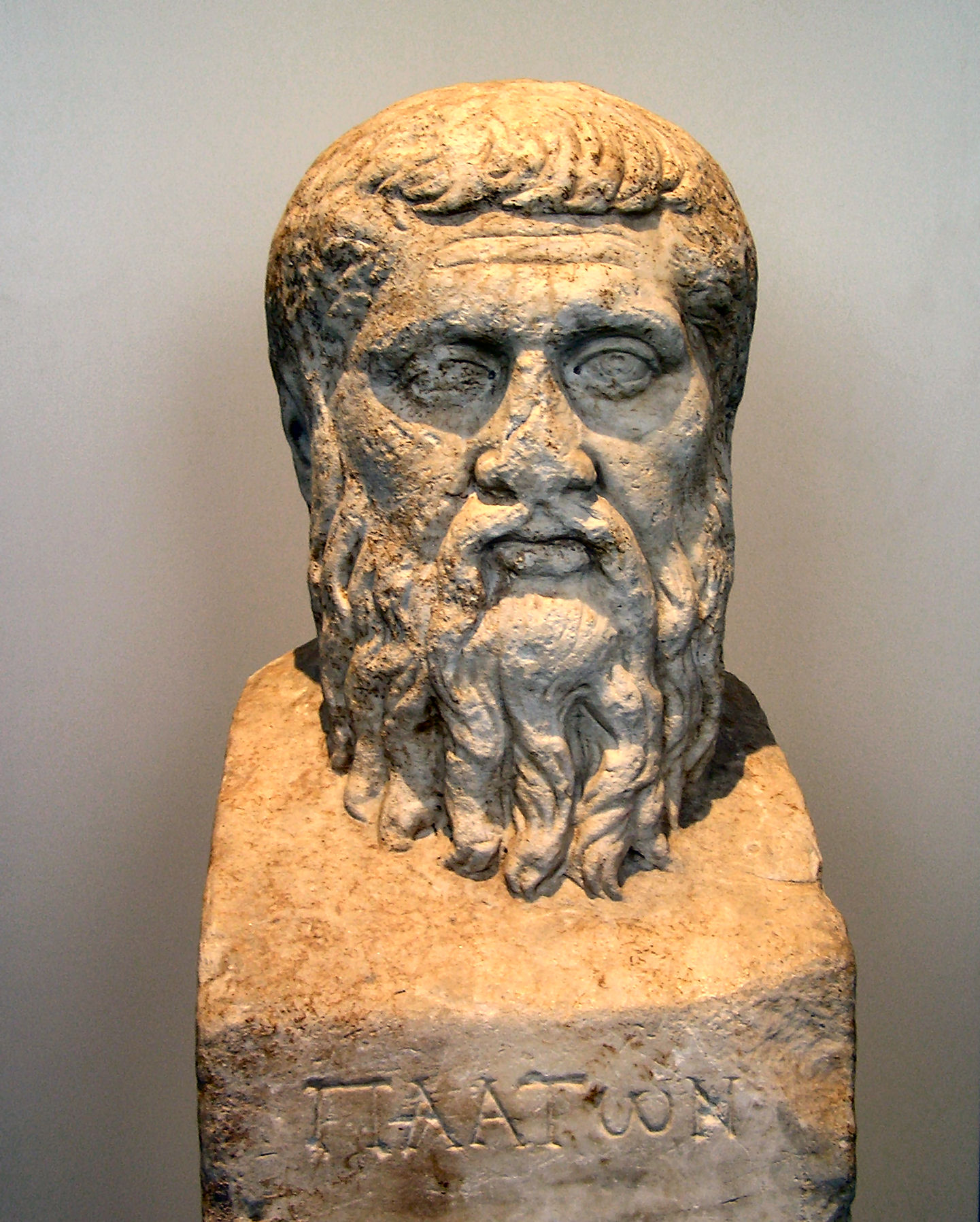
Plató, juntament amb Sòcrates i Aristòtil, va ser membre fundador de la filosofia occidental

La cultura occidental (de vegades equiparada amb civilització occidental o civilització europea) es refereix a les cultures d'origen europeu.

## Definicions

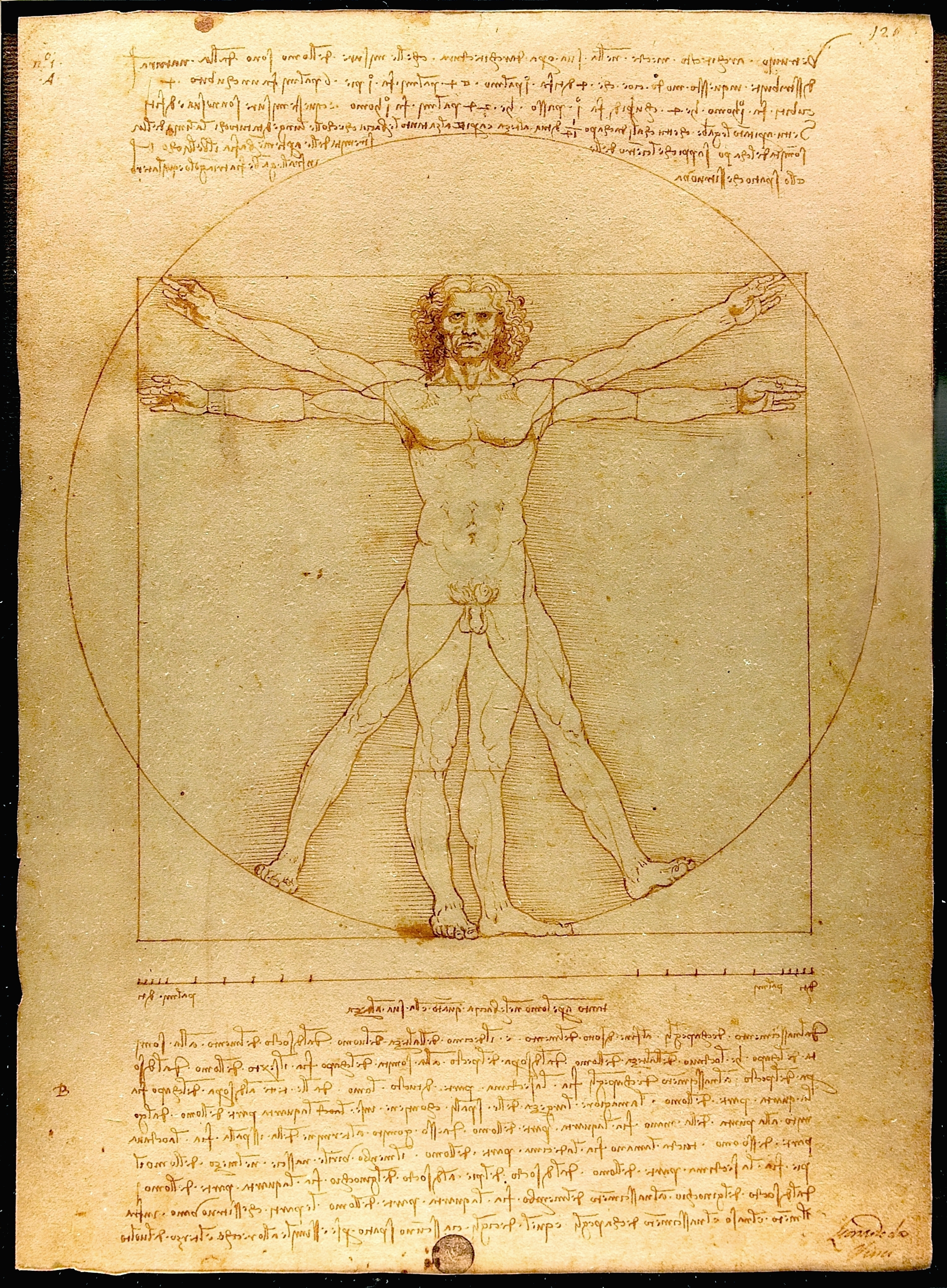
L'home de Vitruvi de Leonardo da Vinci, per a molts un símbol de la importància de l'humanisme i l'empirisme en la cultura occidental des del Renaixement

El nucli de la cultura occidental en el seu origen va ser establert pels grecs, ampliat i reforçat posteriorment pels romans, estabilitzat pel cristianisme, reformat pel Renaixement i la Reforma del segle xv i globalitzat pels successius imperis europeus mitjançant la propagació de formes de vida i educació europees entre els segles xvi i XX. Així, la cultura europea es va convertir en un fenomen molt complex d'una gamma més àmplia de filosofia, escolàstica medieval i misticisme, humanisme cristià i secular, forma de vida racional i pensament lògic desenvolupats en una llarga edat de canvi i formació amb els experiments de la Il·lustració, naturalisme, romanticisme, ciència, democràcia i socialisme. A causa de la seva connexió global, la cultura europea va créixer amb una urgència «tot inclòs» per adoptar, adaptar i per fi, influir en altres tendències de la cultura. Com a qüestió de fet, per tant, a partir de mitjans del segle xix, amb l'expansió de l'educació europea i la propagació del cristianisme, la cultura i la forma de vida, en gran manera, es va convertir en «cultura global», si es pot anomenar així.
El terme «cultura occidental» s'utilitza molt àmpliament per a referir-se a una herència de normes socials, valors ètics, costums tradicionals, creences religioses, sistemes polítics, i artefactes i tecnologies específiques. En concret, la cultura occidental pot implicar:
- Una influència cultural grecoromana clàssica i del Renaixement, amb relació a termes artístics, filosòfics, literaris, legals i tradicionals, els efectes socioculturals del període de la migració i els patrimonis dels celtes, germànics, romans, eslaus i altres grups ètnics, així com una tradició de racionalisme en diverses esferes de la vida, desenvolupats per la filosofia hel·lenística, l'escolasticisme, humanisme, la Revolució científica i la Il·lustració, incloent-hi la filosofia política, arguments racionals generalitzats a favor del lliure pensament, drets humans, igualtat i valors democràtics, contrària a la irracionalitat i teocràcia.[2][3][4]
- Una influència cultural biblicocristiana en el pensament espiritual, costums i tradicions, ja siguin ètiques o morals, al voltant de l'era postclàssica.[5]
- Influències culturals europees occidentals relatives a tradicions artístiques, musicals, folklòriques, orals i ètiques, temes que han estat més desenvolupats pel romanticisme.[6]

El concepte de la cultura occidental s'associa normalment a la definició clàssica del món occidental. En aquesta definició, la cultura occidental és el conjunt de principis literaris, científics, polítics, artístics i filosòfics que la diferencien d'altres civilitzacions. Gran part d'aquest conjunt de tradicions i coneixements es recull en el cànon occidental.
El terme ha arribat a aplicar-se als països amb una història que està fortament marcada per la immigració o assentaments europeus, com les Amèriques i Australàsia, i no es limita a l'Europa occidental. L'Europa central es considera també un component originari de la cultura occidental.
Algunes tendències que defineixen les societats occidentals modernes són l'existència de pluralisme polític, subcultures o contracultures prominents (com els moviments nova era) i l'augment del sincretisme cultural fruit de la globalització i migració humana.

## Història
La cultura occidental no és ni homogènia ni immutable. Igual que totes les altres cultures, ha evolucionat i canviat gradualment. Totes les generalitzacions sobre aquesta tenen les seves excepcions, en algun moment i lloc. L'organització i tàctica dels hoplites grecs diferien en molts aspectes de les legions romanes. La polis dels grecs no és el mateix que la superpotència estatunidenca del segle XXI. Els jocs de gladiadors de l'Imperi Romà no són idèntics al futbol d'avui dia. L'art de Pompeia no és l'art de Hollywood. Tanmateix, és possible seguir l'evolució i la història d'Occident, i apreciar les seves similituds i diferències, els seus préstecs i contribucions a les altres cultures de la humanitat.
Els conceptes del que és «Occident» van sorgir dels llegats de l'Imperi Romà d'Occident i de l'Imperi Romà d'Orient. Més tard, les idees d'Occident van ser formades pels conceptes de cristiandat i del Sacre Imperi Romanogermànic. El que considerem com el pensament occidental d'avui es defineix generalment com cultura grecoromana i judeocristiana, i inclou els ideals del Renaixement i la Il·lustració.

### L'Occident clàssic

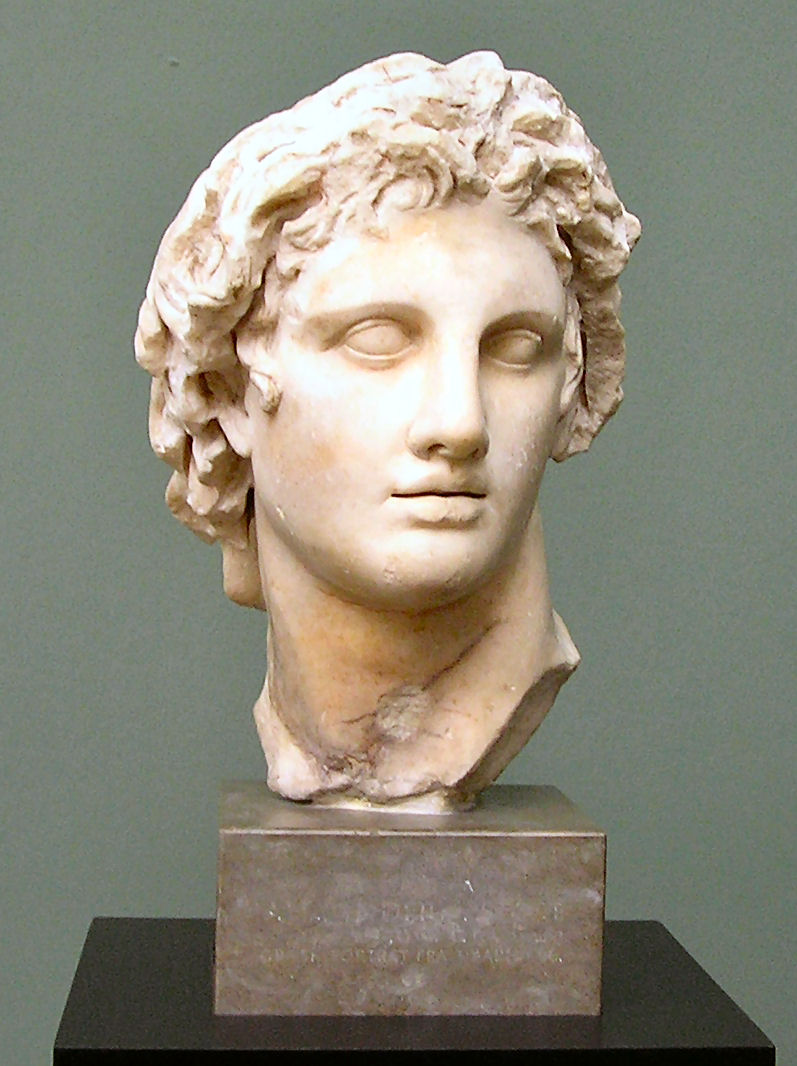
Alexandre el Gran

En la literatura homèrica, i just fins a l'època d'Alexandre el Gran, per exemple, en els relats d'Heròdot sobre les guerres mèdiques dels grecs contra els perses, veiem el paradigma d'un contrast entre l'Occident i l'Orient.
No obstant això, els grecs pensaven que eren els més civilitzats i es van veure a si mateixos (en la formulació d'Aristòtil) com alguna cosa entre els bàrbars salvatges de la major part d'Europa i els pobles esclavitzats de l'Orient Mitjà. La ciència grega antiga, filosofia, democràcia, l'arquitectura, literatura i l'art han proporcionat una base abraçada i edificada per a l'Imperi Romà en el seu avanç sobre Europa, incloent el món hel·lènic en les seves conquestes del segle i aC. Mentrestant, però, la Grècia sota Alexandre s'havia convertit en una capital d'Orient, i part d'un imperi.
Per prop de 500 anys, l'Imperi Romà va mantenir l'Orient grec i consolidà un Occident llatí, però una divisió entre Orient i Occident es va mantenir, que es reflecteix en moltes normes culturals de les dues àrees, inclòs l'idioma. Finalment, l'imperi va arribar a ser cada cop més dividit oficialment en una part occidental i una altra d'oriental, revivint les velles idees d'un contrast entre un Orient avançat i un Occident resistent.
El cristianisme va sorgir del judaisme a la riba oriental de la Mediterrània, i ambdós es van difondre a tot el món romà, i fou el cristianisme la religió més popular. Amb el sorgiment del cristianisme, gran part de la tradició i cultura de Roma es van remodelar per la religió, i es van transformar en una cosa nova, que serviria com a base per al desenvolupament de la civilització occidental després de la caiguda de Roma. A més, la cultura romana es va barrejar amb les cultures cèltica, germànica i eslava preexistents, que a poc a poc es van integrar en la cultura occidental a partir, sobretot, de la seva l'acceptació del cristianisme.

### L'Occident medieval

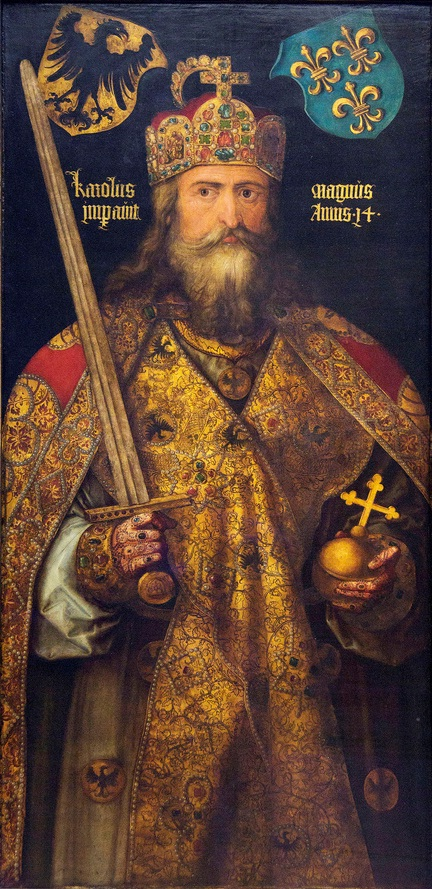
Carlemany

L'Occident medieval va ser en el sentit més ampli, el mateix que la cristiandat, incloent-hi tant l'Occident «llatí» o «franc», i la part oriental ortodoxa, on el grec seguia sent la llengua de l'imperi. Després de la coronació de Carlemany, la part d'Europa de Carlemany va ser citada pels seus veïns de l'Imperi Romà d'Orient i del món musulmà com a «franca».
Després de la caiguda de Roma, gran part de l'art, literatura, ciència, i fins i tot la tecnologia grecoromana van ser gairebé perdudes a la part occidental de l'antic imperi, centrat a Itàlia i Gàl·lia (França). Tanmateix, això es convertiria en el centre d'un nou Occident. Europa va caure en l'"anarquia" política, amb molts regnes i principats en guerra. Sota els reis francs i amb el temps, va ser en part reunificada i l'"anarquia" es va convertir en feudalisme. Carlemany va ser coronat emperador dels romans pel papa en l'any 800. El seu regnat va estar associat amb el renaixement carolingi, un ressorgiment de l'art, religió i cultura per mitjà de l'Església catòlica. Amb les seves conquestes a l'estranger i les reformes internes, Carlemany va ajudar a definir tant l'Europa occidental com l'edat mitjana. És anomenat Charles I en les llistes dels reis de França, Alemanya (on se'l coneix com a Karl der Große), i del Sacre Imperi Romanogermànic. El restabliment d'un imperi occidental «romà» va desafiar l'estatus de l'emperador romà d'Orient a Constantinoble i va tensar les relacions entre ells.
Gran part de la base del món cultural postromà s'havia establert abans de la caiguda de l'imperi, principalment per la integració i reorganització de les idees romanes en el pensament cristià. El paganisme grec i romà havia estat completament substituït pel cristianisme al voltant dels segles iv i v, ja que es va convertir en la religió oficial de l'estat després del baptisme de l'emperador Constantí I. El cristianisme catòlic i el credo de Nicea han servit com una força unificadora en parts cristianes d'Europa, i en alguns aspectes van substituir o competir amb les autoritats seculars. L'art i la literatura, el dret, l'educació i la política s'han conservat en els ensenyaments de l'Església, en un ambient que, en cas contrari, potser s'haurien perdut. L'Església va construir moltes catedrals, universitats, monestirs i seminaris, alguns dels quals continuen existint avui dia. Per a molts, en el període medieval, el camí al poder era mitjançant l'Església.
En un sentit més ampli, l'edat mitjana, amb la seva trobada fecunda entre el raonament grec i el monoteisme del Llevant, no es va confinar a l'Occident, sinó que es va estendre a l'antic Orient. La filosofia i la ciència de la Grècia clàssica va ser oblidada en gran part d'Europa després de la caiguda de l'Imperi Romà d'Occident, excepte en enclavaments monàstics aïllats (sobretot a Irlanda, que s'havia convertit al cristianisme, però que mai va ser conquerida per Roma). Encara que l'emperador romà d'Orient Justinià (l'últim emperador parlant de llatí com a primera llengua) va tancar l'Acadèmia l'any 529 (data que se cita sovint com el final de l'antiguitat), el saber de l'antiguitat clàssica s'ha conservat millor en l'Imperi Romà d'Orient, la capital del qual, Constantinoble, aconseguí resistir un mil·lenni més, abans de ser capturada pels turcs otomans. El codi civil romà Corpus Juris Civilis de Justinià es conservà a Orient i Constantinoble mantingué comerç i control polític intermitent en llocs avançats com Venècia a Occident durant segles. El saber grec clàssic també va ser inclòs, conservat i elaborat en el creixent món oriental, que va suplantar gradualment el control romà sobre la Mediterrània, Orient Mitjà, Àfrica del Nord, Ibèria i fins i tot la mateixa Grècia -convertint-se en una força politicocultural dominant en aquestes regions. Així, des dels marges del món romà, gran part de l'aprenentatge de l'antiguitat clàssica es va reintroduir lentament a la civilització europea en els segles que van seguir la caiguda de l'Imperi Romà d'Occident. Missioners irlandesos com sant Columba propagaren l'aprenentatge del cristianisme i llatí en parts cristianitzades d'Europa durant el període medieval i els romans d'Orient i els àrabs van reintroduir textos de l'antiguitat a Europa durant la baixa edat mitjana i el renaixement del segle XII, a Itàlia i Espanya.

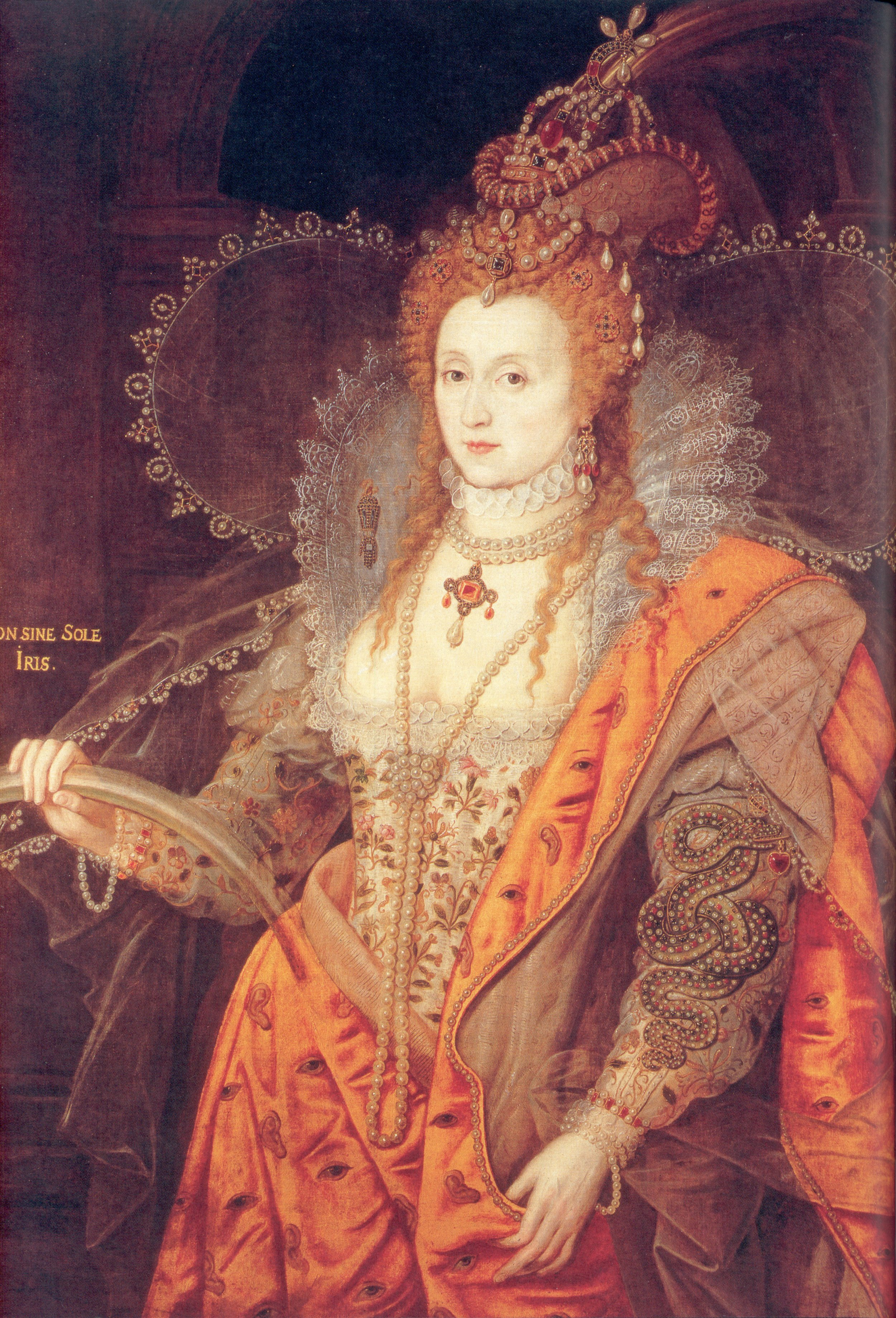
Elizabeth I, el regnat de la qual va donar origen al poder colonial britànic

El redescobriment del codi de Justinià a Europa occidental a principis del segle x va revifar la passió per la disciplina del dret, que va travessar molts dels límits refets entre l'Est i l'Oest. Amb el temps, va ser només a l'Església catòlica o occident franc, que el dret romà va esdevenir la base sobre la qual s'assenten tots els conceptes i sistemes jurídics. La seva influència es pot rastrejar fins avui en tots els sistemes jurídics occidentals (encara que de diferents maneres i en diferents graus en les tradicions jurídiques de la Common law (Anglaterra) i civil (Europa continental). L'estudi del dret canònic, l'ordenament jurídic de l'Església catòlica, fusionat amb el dret romà, va formar la base de la refundació de la doctrina jurídica occidental. Les idees dels drets civils, igualtat davant la llei, igualtat de la dona, justícia procedimental i la democràcia com a forma ideal de societat eren els principis que van formar la base de la cultura occidental moderna.
L'Occident va encoratjar activament la difusió del cristianisme, que estava inexorablement connectat amb la difusió de la cultura occidental. El sorgiment d'una cultura competitiva, la de l'islam, va provocar una reacció europea, sovint militar, però també d'altres maneres. Els europeus van traduir molts textos en àrab al llatí durant l'edat mitjana. Més tard, amb la caiguda de Constantinoble i la conquesta otomana de l'Imperi Romà d'Orient, seguit per un èxode massiu de sacerdots cristians i acadèmics grecs a ciutats italianes com Venècia, portant amb si tantes escriptures dels arxius romans d'Orient com pogueren, va ser reviscut l'interès dels estudiosos per la llengua grega, les seves obres clàssiques, temes i arxius perduts. Aquest ressorgiment, finalment, va portar a l'albada del Renaixement. Des de finals del segle xv fins al segle xvii, la cultura occidental va començar a estendre's a altres parts del món per l'acció d'exploradors i missioners durant l'era dels descobriments, i pels imperialistes, des del segle xvii fins al segle xx.

### L'edat moderna

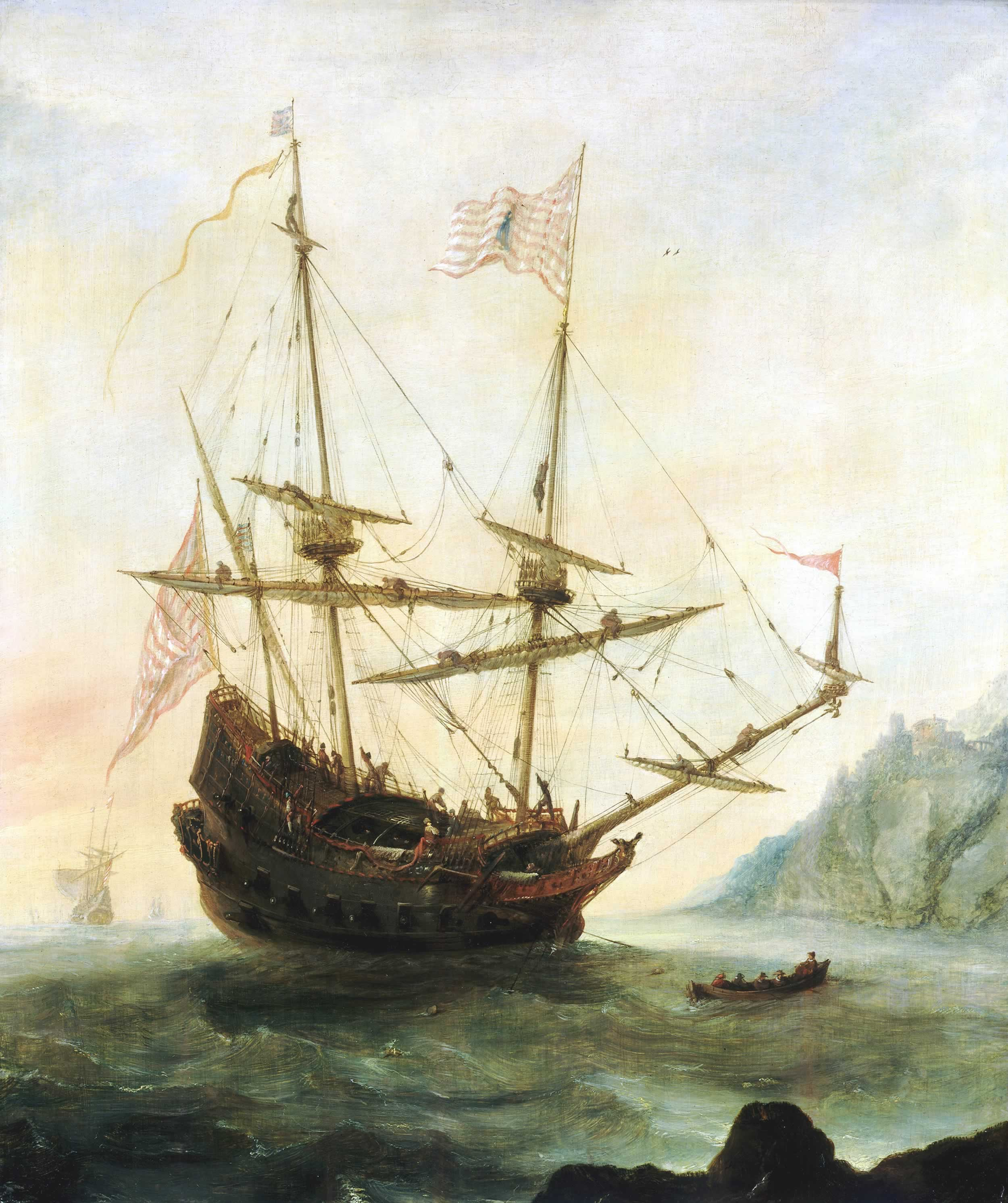
El descobriment del Nou Món per Cristòfor Colom

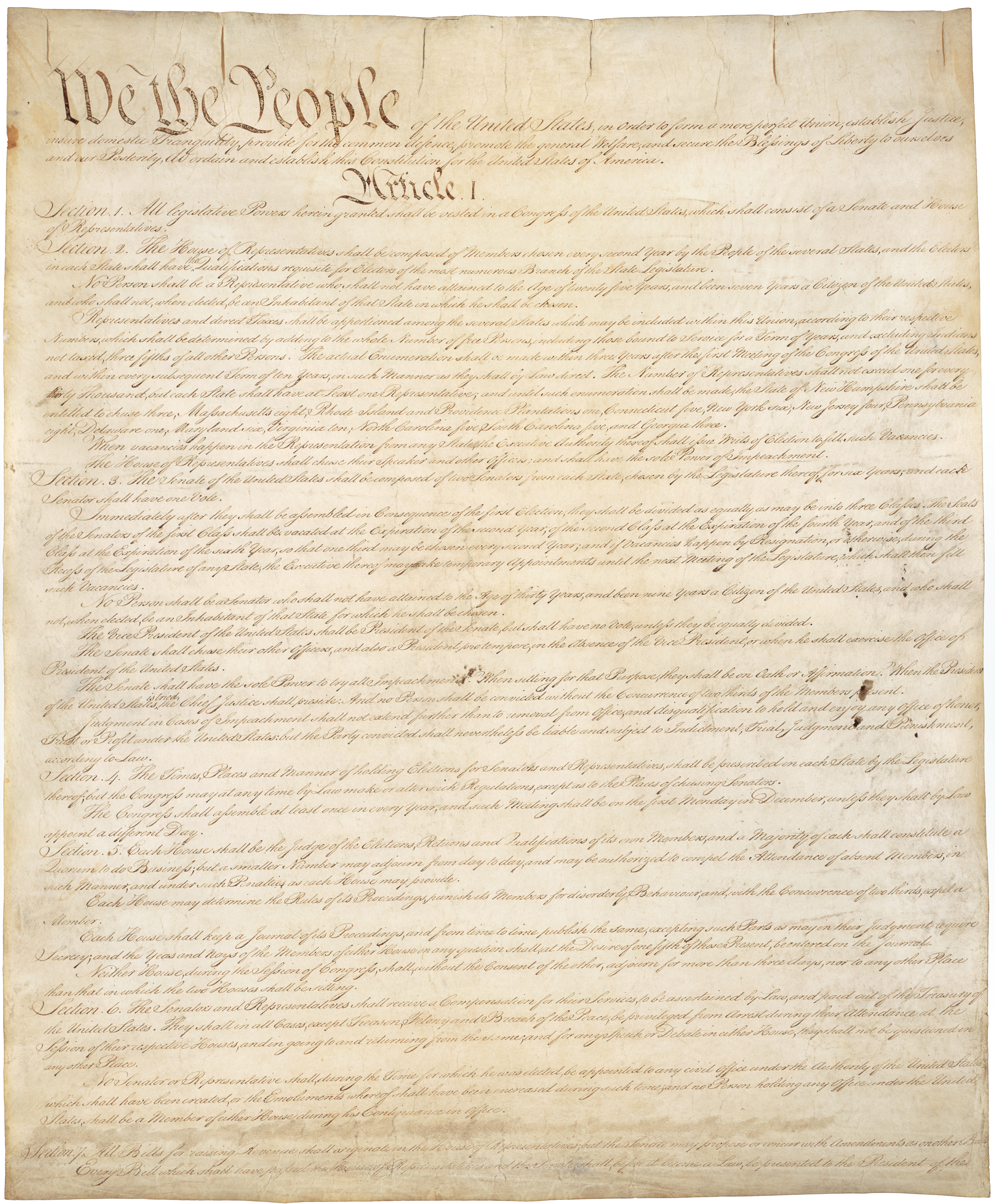
La Constitució dels EUA

En arribar l'era moderna, la comprensió històrica del contrast entre Orient i Occident -com l'oposició de la cristiandat amb els seus veïns geogràfics- va començar a afeblir-se. Com la religió es va tornar menys important, i els europeus van entrar en contacte creixent amb pobles llunyans, l'antic concepte de cultura occidental va començar una lenta evolució cap al que és avui. La primerenca «era dels descobriments» moderna, conduïda primer per Portugal i Espanya en els segles XV i XVI, i a continuació per França, Anglaterra i la República Holandesa al segle xvii, es va esvair en el «segle de les llums» (segle xviii), que es caracteritza per l'avantatge militar dels europeus en el desenvolupament d'armes de foc i altres tecnologies militars. La «gran divergència» es va fer més pronunciada, fent d'Occident el portador de la ciència i de les revolucions de la tecnologia i industrialització que l'acompanyen. El pensament polític occidental també es va estendre ràpidament i en moltes formes a tot el món. Amb «l'era de la revolució» a principis del segle xix, Occident va entrar en un període d'imperis, enormes avenços econòmics i tecnològics, i conflictes internacionals sagnants, que van continuar al segle xx.
A mesura que Europa va descobrir la resta del món, els vells conceptes es van adaptar. L'àrea que anteriorment havia estat considerada «Orient» («el Llevant») va esdevenir el «Pròxim Orient», ja que els interessos de les potències europees van interferir per primer cop amb la Xina dels Qing i el Japó Meiji al segle xix. Per tant, la guerra sinojaponesa de 1894-1895 es va produir en l'«Orient Llunyà», mentre que els problemes que envolten la caiguda de l'Imperi Otomà es van produir simultàniament al "Pròxim Orient". El terme Orient Mitjà, al segle xix, va incloure el territori a l'est de l'Imperi Otomà, i a l'oest de la Xina -és a dir, la gran Pèrsia i la gran Índia, ara s'utilitzen com a sinònims de «Pròxim Orient» en la majoria d'idiomes.

## Formes culturals
Algunes modalitats culturals i artístiques són característicament occidentals en origen i forma. Mentre que la dansa, la música, les arts visuals, la narració d'històries i l'arquitectura són universals, s'expressen a Occident en certes formes característiques.
En la dansa, música, peces de teatre i altres arts occidentals, els artistes s'emmascaren amb molt poca freqüència. Essencialment, no hi ha tabús en contra de la representació d'un déu, o altres figures religioses, de manera representativa.

### Música

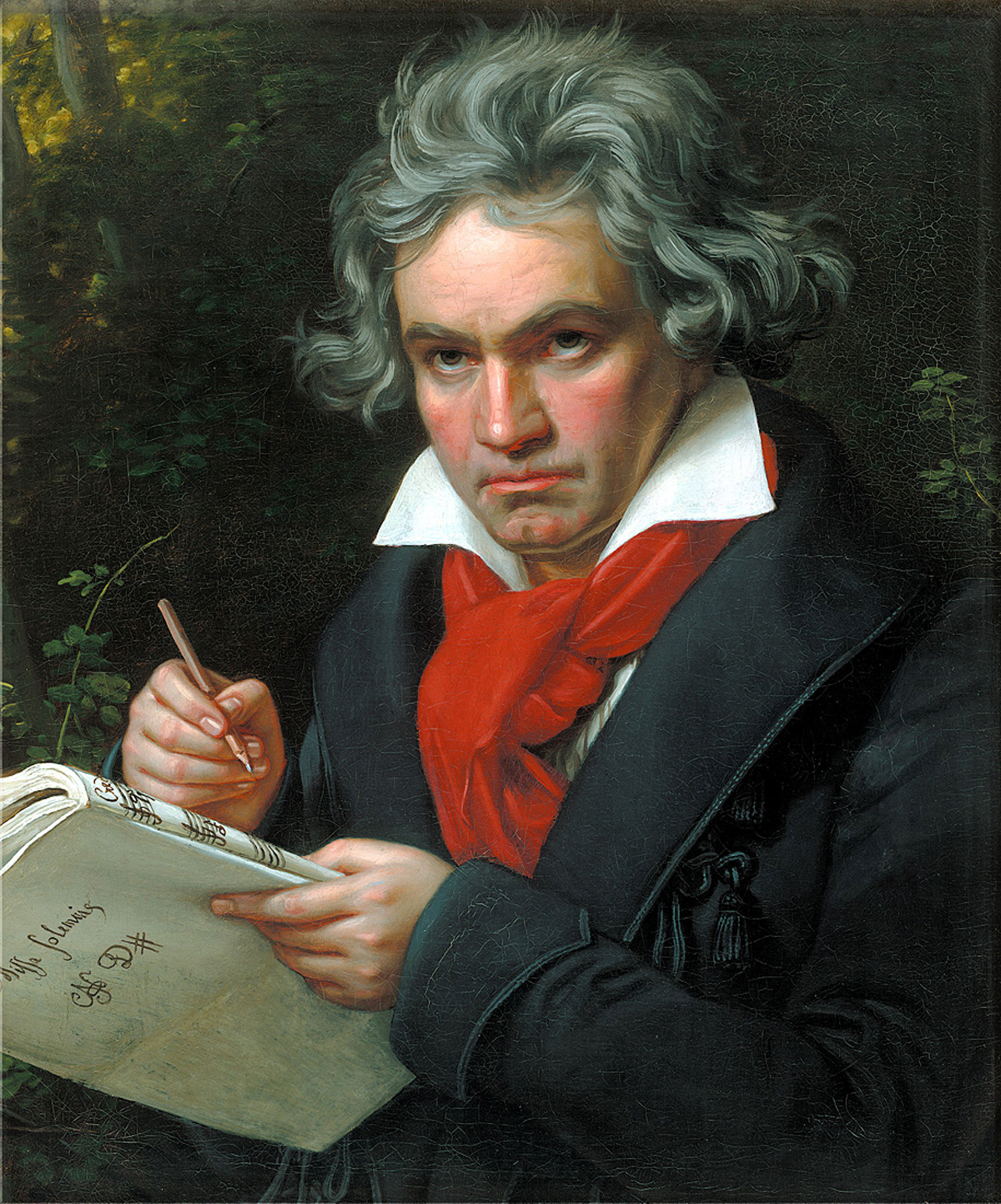
Compositor i pianista alemany: Ludwig van Beethoven

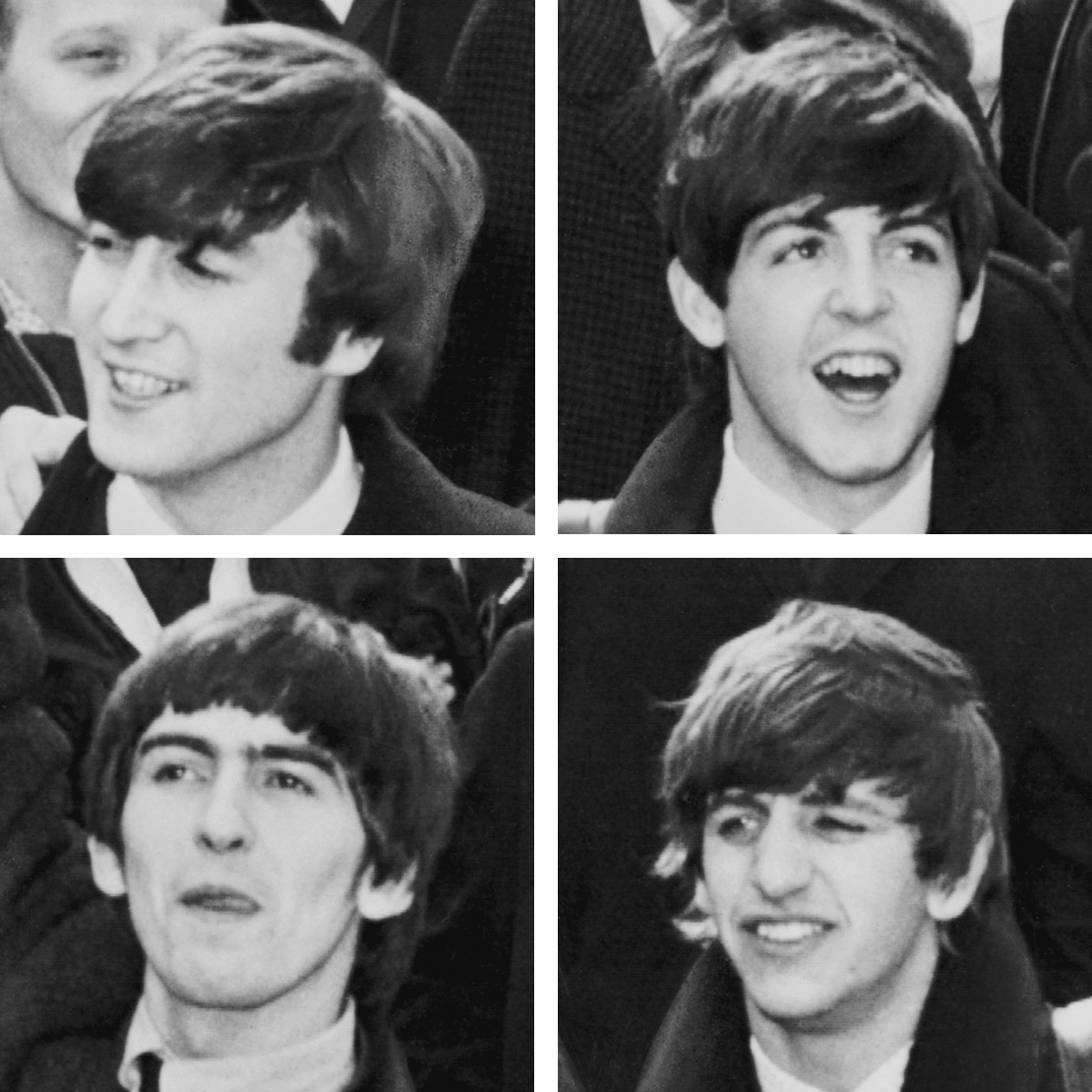
The Beatles el 1964. The Beatles són àmpliament considerats com un dels grups musicals més influents de l'era del rock

La simfonia, concert, sonata, l'òpera i l'oratori tenen els seus orígens a Itàlia. Molts instruments musicals importants utilitzats per cultures de tot el món també es van desenvolupar a Occident; entre aquests, es troben el violí, piano, orgue de tubs, saxòfon, trombó, clarinet i theremin. El piano solista, l'orquestra simfònica i el quartet de cordes també són importants en la realització de formes musicals.
Moltes formes de música popular s'han derivat dels afroamericans, i les seves innovacions de jazz i blues serveixen de base a partir de la qual gran part de la música popular moderna es deriva. Aquestes inclouen el jazz, el blues i el rock (que, en un sentit més ampli, inclou el rock and roll i gèneres de metall), rhythm and blues, funk, rap, techno, així com els gèneres ska i el reggae de Jamaica. Diversos altres estils relacionats o derivats es van desenvolupar i introduir per la cultura pop occidental, com ara el pop, heavy metal i dance.

### Pintura i fotografia
Jan van Eyck, entre altres pintors renaixentistes, va fer grans avenços en la pintura a l'oli, i dibuixos i pintures en perspectiva han tingut els seus primers practicants a Florència. En l'art, el nus celta és un element decoratiu occidental molt distintiu. Es considera freqüentment que les representacions del nu humà masculí i femení en la fotografia, pintura i l'escultura tenen mèrit artístic especial. El retrat realista és especialment valorat.
La fotografia i la pel·lícula, tant com la tecnologia a base de formes d'art totalment noves, també es van desenvolupar a Occident.

Mona Lisa, de Leonardo da Vinci
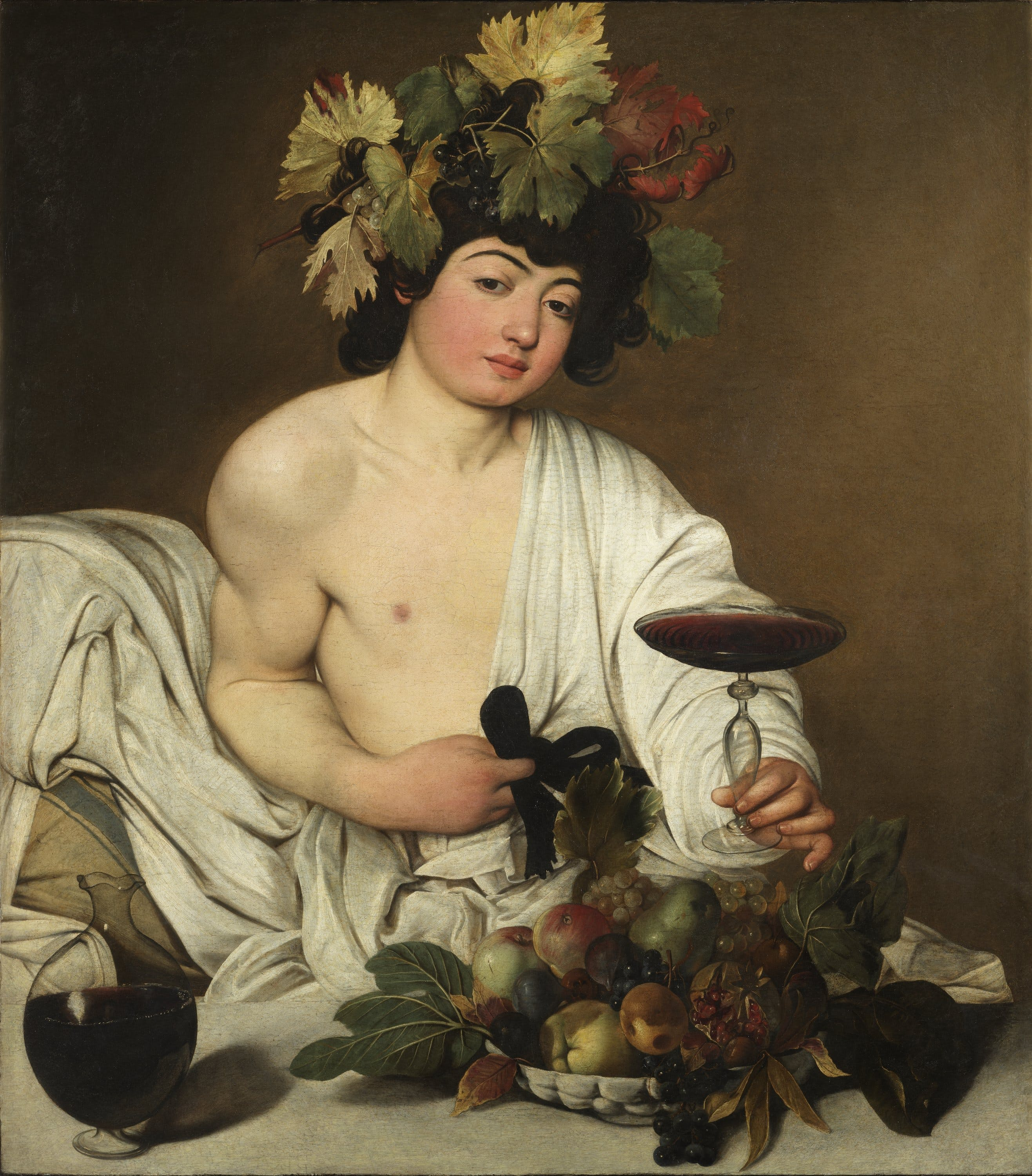
Bacchus, de Caravaggio
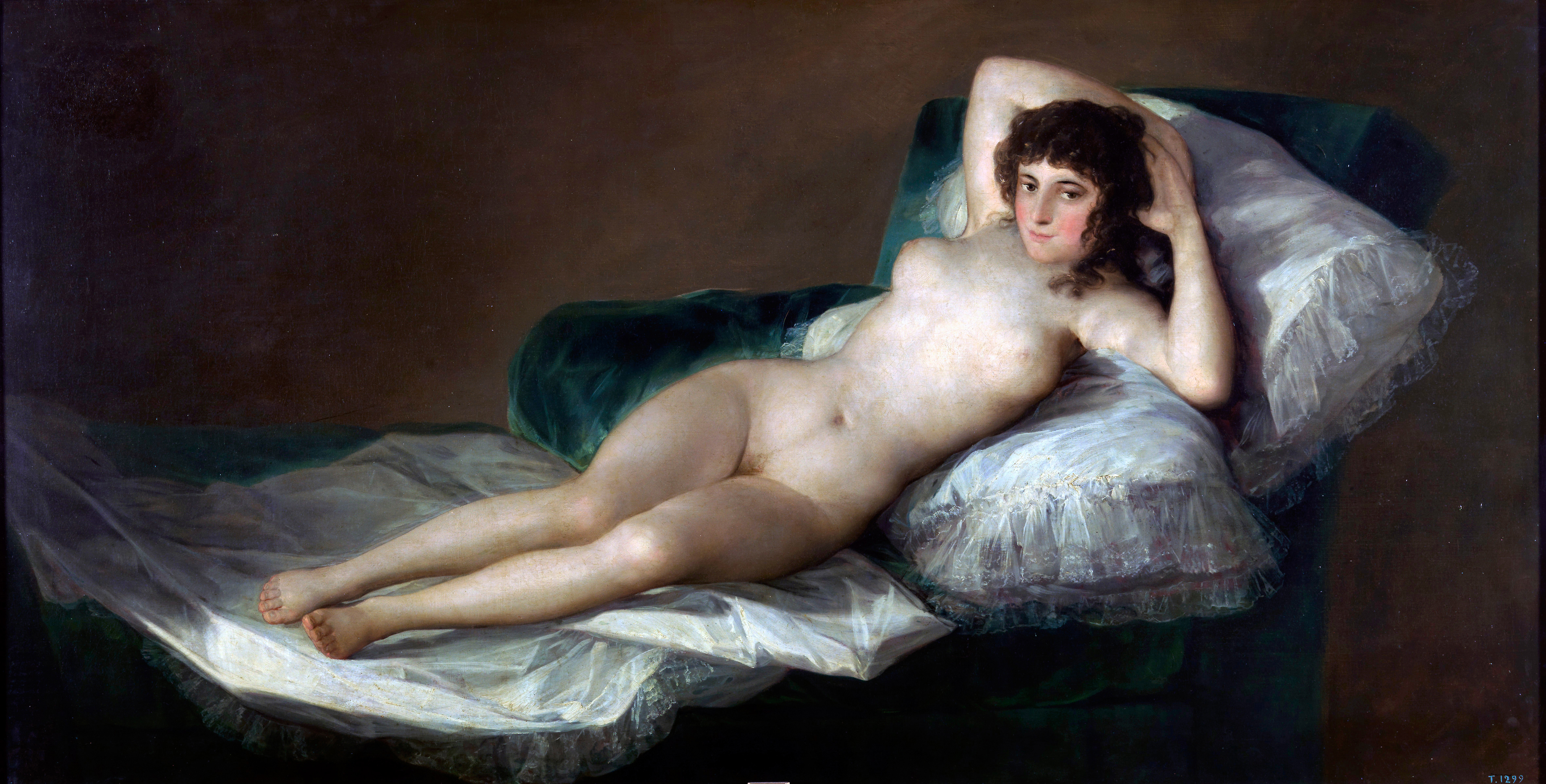
La maja nua, de Francisco de Goya
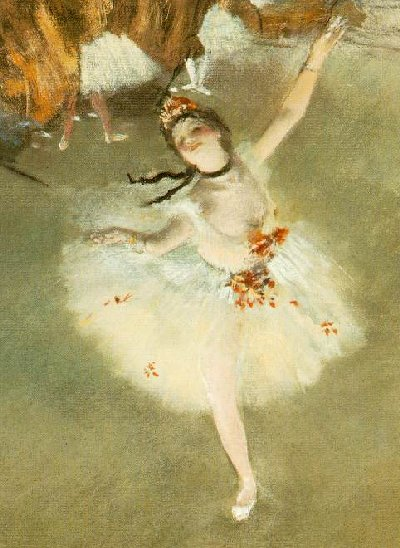
L'etoile (La danseuse sur la scène), d'Edgar Degas

### Dansa i arts escèniques

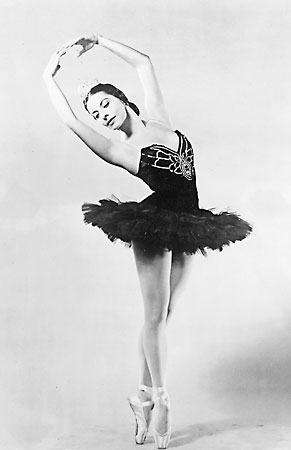
Música clàssica, òpera i ballet. Alicia Alonso en El llac dels cignes (1955)

El ballet és una forma característicament occidental d'espectacle de dansa. El ball de saló és una important varietat occidental de dansa per a l'elit. La polca, el minuet i l'step dance són formes occidentals molt conegudes de dansa tradicional.
La telenovel·la, una forma de cultura popular dramàtica, es va originar als Estats Units primer en ràdio a la dècada del 1930 (com a radionovel·la), i un parell de dècades més tard a la televisió. El videoclip també s'ha desenvolupat a Occident a mitjans del segle xx.